# كرة الطاولة في الألعاب الأولمبية الصيفية 2016
قامت منافسة كرة الطاولة في الألعاب الأولمبية الصيفية 2016 في ريو دي جينيرو في الفترة ما بين من 6 إلى 17 أغسطس 2016 في الجناح الثالث في ريو سنترو. وتنافس فيها حوالي 172 لاعب كرة طاولة (توزيع متساوي بين الرجال والنساء) في كل من منافسات الفردي والفرق. ظهرت كرة الطاولة في الألعاب الأولمبية الصيفية في سبع مناسبات سابقة ابتداءً من الألعاب الأولمبية الصيفية 1988 في سول.

## الدول المشاركة
- أستراليا (6)
- النمسا (6)
- بيلاروس (3)
- البرازيل (6)
- كندا (2)
- الصين (6)
- كولومبيا (1)
- جمهورية الكونغو (3)
- كرواتيا (1)
- جمهورية التشيك (4)
- الدنمارك (1)
- مصر (5)
- فيجي (1)
- فنلندا (1)
- فرنسا (4)
- ألمانيا (6)
- بريطانيا العظمى (3)
- اليونان (1)
- هونغ كونغ (6)
- المجر (3)
- الهند (4)
- إيران (3)
- اليابان (6)
- كازاخستان (1)
- لبنان (1)
- لوكسمبورغ (1)
- المكسيك (2)
- هولندا (3)
- نيجيريا (5)
- كوريا الشمالية (4)
- باراغواي (1)
- الفلبين (1)
- بولندا (6)
- البرتغال (5)
- بورتوريكو (2)
- قطر (1)
- رومانيا (5)
- روسيا (3)
- صربيا (1)
- سنغافورة (5)
- سلوفاكيا (3)
- سلوفينيا (1)
- كوريا الجنوبية (6)
- إسبانيا (3)
- السويد (5)
- سوريا (1)
- تايبيه الصينية (6)
- تايلاند (3)
- تونس (1)
- تركيا (2)
- أوكرانيا (2)
- الولايات المتحدة (6)
- أوزبكستان (1)
- فانواتو (1)
- فنزويلا (1)